# Герасимовка (Полтавская область)
Герасимовка (укр. Герасимівка) — село,
Устимовский сельский совет,
Семёновский район,
Полтавская область,
Украина.
Код КОАТУУ — 5324588005. Население по переписи 2001 года составляло 173 человека.

## Географическое положение
Село Герасимовка находится на правом берегу реки Сухой Омельник,
ниже по течению на расстоянии в 4 км расположено село Коломицевка,
на противоположном берегу — село Вербки.
Рядом проходит автомобильная дорога Т-1716 и
железная дорога, станция Вербки в 1-м км.

## История
Приписана к Вознесенской церкви в Устимовке
Герасимовка образована после 1945 из поселений: Герасим (Герасимовка) и Замуловка (Чигринцева)